# Surtsey
Surtsey is een vulkanisch eiland voor de zuidkust van IJsland en maakt deel uit van de Vestmannaeyjar. Het is ontstaan door een uitbarsting die duurde van vóór 14 november 1963 tot 5 juni 1967. Toen was het eiland 2,6 km² groot. Sindsdien is het eiland door wind en golferosie afgekalfd tot 1,3 km² in 2012.
Surtsey bestaat uit lava en sintelkegels die niet competent genoeg zijn om de golferosie lang te weerstaan. Daarom wordt Surtsey snel afgekalfd door de zee en de wind. Het eiland is verboden gebied voor het publiek.
Gedurende zijn ontstaan werd het eiland intensief bestudeerd door vulkanologen, vervolgens raakten biologen en ecologen zeer geïnteresseerd in de kolonisatie van het aanvankelijke kale, warme en nieuwe eiland door planten en dieren. Het eiland kende één plantensoort in 1965, twee in 1966, zes in 1971 en elf of twaalf vanaf 1972. Vanaf dan ontstond er een dynamisch evenwicht, met soorten die opdoken en soorten die verdwenen maar wel een gelijk aantal soorten. Dit veranderde vanaf de helft van de jaren 1980 nadat er zilver- en mantelmeeuwen begonnen te broeden op het eiland. Hun uitwerpselen zorgden voor nieuwe niches voor immigratie door planten en in de jaren 1990 werden er bijna 50 plantensoorten geteld.
Surtsey is naar de vuurreus Surt uit de Noordse mythologie vernoemd (Eiland van Surt, de tussen-s duidt de genitief aan). 
- Gemeinsame Normdatei: 4118911-5
- Virtual International Authority File: 244124587